# Den Schou-Beckmanske Stiftelse
Den Schou-Beckmanske Stiftelse (egl. Etatsraad Jacob Henric Schou og Hustru Susanne Beckmans Stiftelse) er en stiftelse, oprettet af etatsråd Jacob Henric Schous og hustru Susanne Beckman ved fundats af 10. marts 1818 med senere tillæg og efter længestlevendes død kgl. konfirmeret 27. maj 1843. Stiftelsen tilgodeser slægterne Schou og Beckman.
Stiftelsen havde i 2004 en formue på ca. 6,2 mio. kr.